# Stephen Parkes

Wappen von Stephen Douglas Parkes

Stephen Douglas Parkes (* 2. Juni 1965 in Mineola, New York) ist ein US-amerikanischer Geistlicher und römisch-katholischer Bischof von Savannah.

## Leben
Stephen Parkes besuchte von 1979 bis 1983 die Massapequa High School in New York City. 1987 erwarb er an der University of South Florida in Tampa einen Bachelor im Fach Betriebswirtschaftslehre und arbeitete anschließend für verschiedene Banken. 1992 trat Parkes in das Saint Vincent de Paul Regional Seminary in Boynton Beach ein, wo er Philosophie und Katholische Theologie studierte. Er empfing am 23. Mai 1998 in der St. James Cathedral in Orlando durch den Bischof von Orlando, Norbert Dorsey CP, das Sakrament der Priesterweihe.
Nach der Priesterweihe war Stephen Parkes als Pfarrvikar der Pfarrei Annunciation in Altamonte Springs tätig, bevor er 2005 erst Pfarradministrator und dann Pfarrer der Pfarrei Most Precious Blood in Oviedo wurde. Von 2004 bis 2011 war er zudem Hochschulseelsorger an der University of Central Florida in Orlando. 2011 wurde Parkes Pfarrer der Pfarrei Annunciation in Altamonte Springs. Daneben war er seit 2009 Geistlicher Begleiter der Catholic Foundation of Central Florida und seit 2010 Dechant des Dekanats Central North sowie Sekretär des Priesterrats des Bistums Orlando.
Am 8. Juli 2020 ernannte ihn Papst Franziskus zum Bischof von Savannah. Der Erzbischof von Atlanta, Gregory John Hartmayer OFMConv, spendete ihm am 23. September desselben Jahres in der Kathedrale St. John the Baptist in Savannah die Bischofsweihe; Mitkonsekratoren waren der Bischof von Saint Petersburg, Gregory Lawrence Parkes, und der Bischof von Orlando, John Gerard Noonan.
Sein älterer Bruder, Gregory Lawrence Parkes (* 1964), ist Bischof von Saint Petersburg.